# Gromee
Gromee, (Krakkó, 1978. december 14. –) lengyel zenész. Lukas Meijerrel együtt képviseli Lengyelországot a 2018-as Eurovíziós Dalfesztiválon, Lisszabonban, a Light Me Up című dallal.

## Diszkográfia

### Album
- 2018 - Chapter One

### Kislemezek
- 2011 - Open Up Your Heart (feat. Jayden Felder)
- 2012 - You Make Me Say (feat. Tommy Gunn & Ali Tennant)
- 2012 - Live for the Light (feat. Ali Tennant)
- 2012 - Hurricane (feat. Terri B)
- 2013 - Gravity (feat. Andreas Moe)
- 2013 - All Night (feat. WurlD)
- 2014 - Live Forever (feat. Anderz Wrethov)
- 2015 - Follow You (feat. WurlD)
- 2015 - 2BA
- 2015 - Who Do You Love (feat. WurlD)
- 2016 - Fearless (feat. May-Britt Scheffer & Raz Nitzan)
- 2016 - Spirit (feat. Mahan Moin)
- 2017 - All Night 2017 (feat. WurlD)
- 2017 - Runaway (feat. Mahan Moin)
- 2017 - Without You (feat. Lukas Meijer)
- 2017 - Zaśnieżone miasta (feat. Sound'n'Grace)
- 2018 - Light Me Up (feat. Lukas Meijer)